# Stanisław Jan Dunin Borkowski
Stanisław Jan Nepomucen Kajetan Dunin Borkowski herbu Łabędź, (ur. 3 maja 1782 w Rudzie, zm. 29 grudnia 1850 we Lwowie) – polski mineralog, bibliotekoznawca, literat i wydawca.

## Życiorys
Ukończył studia filozoficzne na Uniwersytecie Lwowskim, a następnie mineralogię w Akademii Górniczej we Freibergu, pod kierunkiem prof. Abrahama Gottloba Wernera. W Paryżu studiował chemię i współpracował z francuskimi czasopismami naukowymi, gdzie w 1809 opublikował swój pierwszy artykuł.  W latach 1815–1816 podróżował w celach naukowych po Włoszech i ogłaszał swoje spostrzeżenia geologiczne w fachowych pismach francuskich i niemieckich. Prowadził także badania w Tatrach i zachodnich Beskidach.
Rok później (1817) został mianowany podkomorzym dworu austriackiego i członkiem stanów galicyjskich. Wkrótce potem osiadł na swym majątku w Galicji. Był właścicielem odziedziczonych rozległych dóbr m.in. Łowczyc, Dmytrowców, Winniczek, Garnczar, Ludwinowa i Chołowa oraz wniesionych przez żonę Fredropola, Darowic, Kupiatycz, Młodowic i Koniuszek.
Inicjował w tym czasie ale bez skutku powstanie: Towarzystwa Rolniczego Galicyjskiego, Galicyjskiej Kasy Oszczędności. Członek Zarządu Zakładu im. Ossolińskich we Lwowie (1826). Był także fundatorem stypendiów dla niezamożnej młodzieży i jako pierwszy właściciel ziemski w Galicji (w roku 1818) uwolnił swych chłopów od pańszczyzny zamieniając ją na czynsze. W latach 1836 a 1844 znów podróżował w celach naukowych po Francji i Niemczech. Był inicjatorem założenia w 1845 Galicyjskiego Towarzystwa Gospodarskiego.
Był też mecenasem nauki, fundując liczne stypendia i przekazując dary na rzecz biblioteki Uniwersytetu Lwowskiego i Ossolineum, będąc wcześniej opiekunem obu bibliotek. Utrzymywał kontakt korespondencyjny z wybitnymi uczonymi i pisarzami, zarówno obcymi jak i polskimi – należeli do nich m.in.: Jernej Kopitar, Jędrzej Śniadecki, Julian Ursyn Niemcewicz. Borkowski był członkiem: Towarzystwa Przyjaciół Nauk (od roku 1821), Towarzystwa Naukowego Krakowskiego, Akademii Umiejętności w Monachium (od roku 1818), Akademii Sztuk Wyzwolonych w Wiedniu, Towarzystwa Mineralogicznego w Jenie, kilku Towarzystw Rolniczych (Wiedeń, Warszawa i Drezno) i Towarzystwa do Zachęcania Przemysłu Narodowego w Paryżu.
W testamencie przekazał uniwersytetowi lwowskiemu swoją bibliotekę i kolekcje minerałów) oraz kwotę 4000 złotych Koron na rzecz Galicyjskiego Towarzystwa Gospodarskiego we Lwowie na stypendia  dla uczniów szkoły rolniczej.
Pochowany w kaplicy grobowej Dunin-Borkowskich na Cmentarzu Łyczakowskim.

## Twórczość
Napisał pracę na temat skał i minerałów Wschodniej Galicji i Bukowiny. Oprócz tego publikował na temat geologii Tatr i Pienin. Jako wydawca doprowadził do 1. wydania drukiem Psałterza floriańskiego (w Wiedniu w 1834) udostępniając w ten sposób tekst rękopisu społeczeństwu.

### Ważniejsze dzieła
- Mémoire sur la sodalité de Vésuve, présenté à l'Académie le 28 Octobre, Paryż (około roku 1816); inne wyd.: Journal de Physique; przekł. angielski: T. Thomson, (inform. Polski Słownik Biograficzny)
- Geognostische Beobachtungen in der Gegend von Rom, wyd. Leonhard, Taschenbuch f. d. gesammte Mineralogie f. 1816 i odb. Wiedeń 1817
- Podróż do Włoch w latach 1815 i 1816, Warszawa 1820, rękopis w języku niem. w Ossolineum, sygn. 9650/III
- Postrzeżenia gospodarczo-rolnicze w podróży do Baden w lecie 1821, niewydane, (inform. Polski słownik biograficzny)
- O obowiązkach bibliotekarza. Rzecz napisana w r. 1827 z powodu uporządkować i otworzyć się mającej Biblioteki Imienia Ossolińskich, wyd. Lwów 1829 (nakład: 150 egz.); wyd. jubileuszowe: wyd. Z. Mocarski, Poznań 1929
- Zur Geschichte des ältesten polnischen Psalter zu St. Florian bei Linz. Genannt der Psalter der Königin Margarethe. Eine Antwort auf die Kritik in den Jahrbüchern der österreichischen Literatur, Band 67, Jahrgang 1834, Seite 154, Wiedeń 1835
- Uwagi nad przyczynami, który wpływ mają największy na rozwinięcie się władz umysłowych człowieka (informacja G. Korbuta)
- Miscellanea i pisma literackie, rękopisy znajdowały się w zbiorach Biblioteki Uniwersytetu Lwowskiego
- Dziennik podróży do Niemiec, rękopisy znajdowały się w zbiorach Biblioteki Uniwersytetu Lwowskiego
- artykuły i rozprawy opublikowane w czasopismach: Czasopism Nauk. Księgozbioru Publ. im. Ossol. (1829), Journal des Mines (1809), Journal de Physique, Chimie et d'Histoire Naturelle (1809), Rozmaitości (Lwów), Schweigers Journal f. Chemie u. Physik, Taschenbuch f. die gesammte Mineralogie (Leonharda).

### Prace edytorskie
- Psałterz królowej Małgorzaty, pierwszej małżonki Ludwika I, króla polskiego i węgierskiego, córki króla czeskiego i cesarza Karola IV, najstarszy dotąd znany pomnik piśmiennictwa polskiego, Wiedeń 1834.

### Listy
- 12 listów z lat 1825-1826 i późniejszych wśród korespondencji T. Wasilewskiego, rękopisy Ossolineum, sygn. 4364/II
- Do G. Pawlikowskiego 3 listy z lat 1825-1829, rękopisy Ossolineum, sygn. 12164/II
- Do J. U. Niemcewicza 3 listy z lat 1829-1830, wyd. A. Kraushar Towarzystwo Warszawskie Przyjaciół Nauk, t. 7, Warszawa 1905, s. 378-379, 471 i 478
- Do nieznanego z nazwiska adresata z roku 1829, rękopis: Ossolineum, sygn. 12033/II
- Do S. Staszica oraz Wniesienie do Komisji Skarbowej z 8 czerwca 1828, rękopis: Ossolineum, sygn. 544/III
- List bez daty, rękopis: Ossolineum, sygn. 5819/III
- List od J. S. Bandtkiego z roku 1829, rękopis: Ossolineum, sygn. 6524/II

## Rodzina
Urodził się w galicyjskiej Rudzie, jako syn Jerzego i Józefy z Olizarów. W roku 1811 poślubił Rozalię Izabelę Skarbek Michałowską.